# Passage Tomb

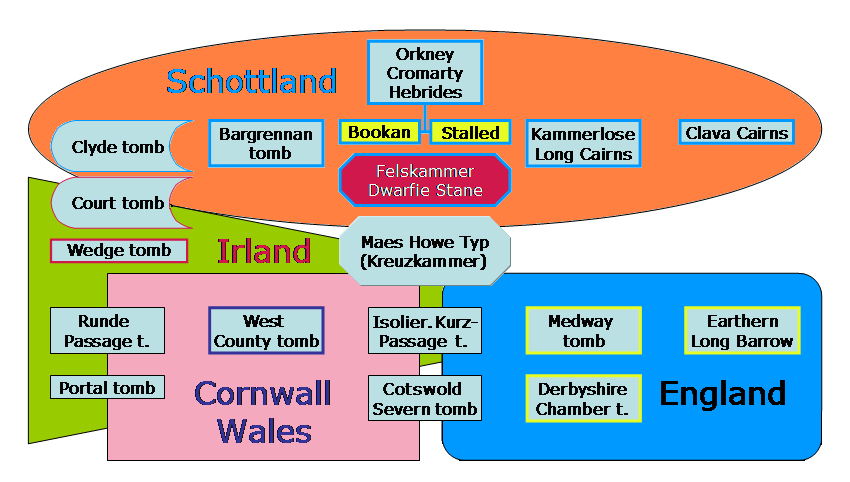
Britische Megalithik

Als Passage Tomb werden in Irland und im Vereinigten Königreich Megalithanlagen mehrerer spezieller Bauarten bezeichnet. Das klassische Passage Tomb ist eine in 219 Exemplaren für Nordirland und den Norden der Republik Irland charakteristische Form der Megalithanlage, die zudem in Leinster und Munster und in wenigen Exemplaren auch in Großbritannien vorkommt.

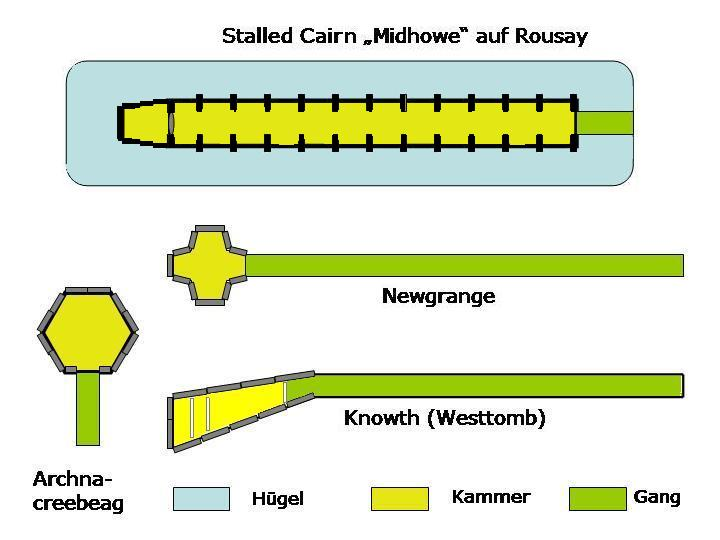
Schema der Passage Tombs

Es sieht völlig anders aus als die Ganggräber der nordischen Megalitharchitektur, während Ähnlichkeiten mit manchen Allées Couvertes in Frankreich und einigen portugiesischen Antas vorhanden sind.
Im Gegensatz zum kontinentalen Ganggrab, das einen lateralen Zugang hat, führt der Gang der Passage Tombs axial in eine rechteckige (West Torr), polygonale, runde, gerade oder leicht abknickende bzw. erweiternde, oder in eine kreuzförmige Kammer (englisch cruciform passage tomb) – z. B. Newgrange in Irland, Maeshowe auf Orkney oder Barclodiad y Gawres auf Anglesey.

## Stalled cairns
Er hat den Namen von der Tatsache, dass die Kammer durch beidseitig aufgestellte, dünne Platten stallartig in zwei Boxenreihen unterteilt ist. Der Typ ist mit 60 Anlagen auf den Orkney vertreten und mit der Unstan Ware als Keramik verbunden. Beim Untertyp der Stalled oder Orkney-Cromarty-Cairns (OC) ist der sehr kurze Gang kein wesentliches Merkmal. Die Kammer selbst ist rechteckig und langgestreckt (z. B. Midhowe Cairn, Unstan Cairn auf Orkney).

## Maes Howe typ (MH)

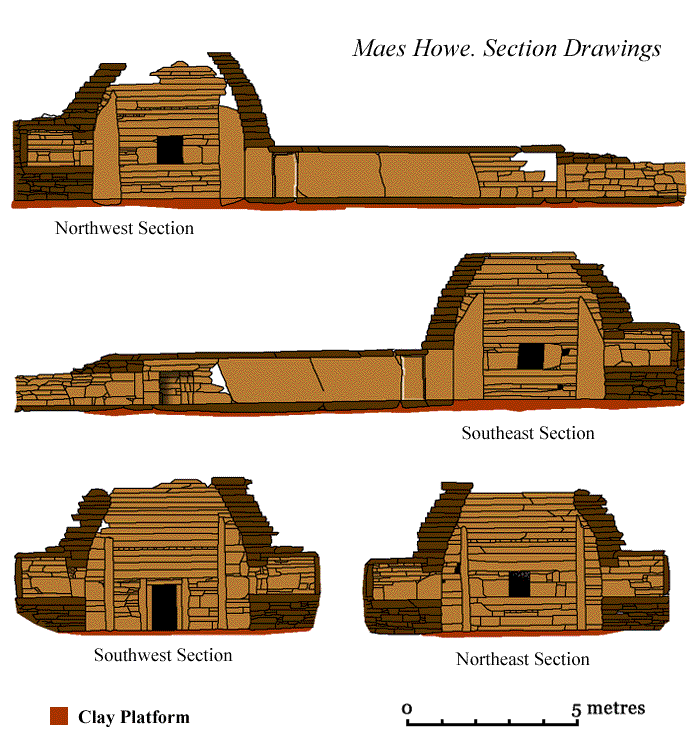
Maes Howe

Bekannte Anlagen des Typs mit kreuzförmiger Kammer sind Knowth und Newgrange im County Meath, Maes Howe auf Orkney und Barclodiad y Gawres auf Anglesey in Wales. Kreuzförmig ist allerdings auch die Kammer des Court Tomb von Behy im County Mayo in Irland. Die Calderstones sind die einzigen Reste einer solchen Anlage in England. Dem nordischen Ganggrab halbwegs ähnliche Anlagen – Cotswold Severn Tombs mit lateralem Zugang – findet man in Wales (z. B. Capel Garmon und Ty Isaf).

## Irland, Nordirland

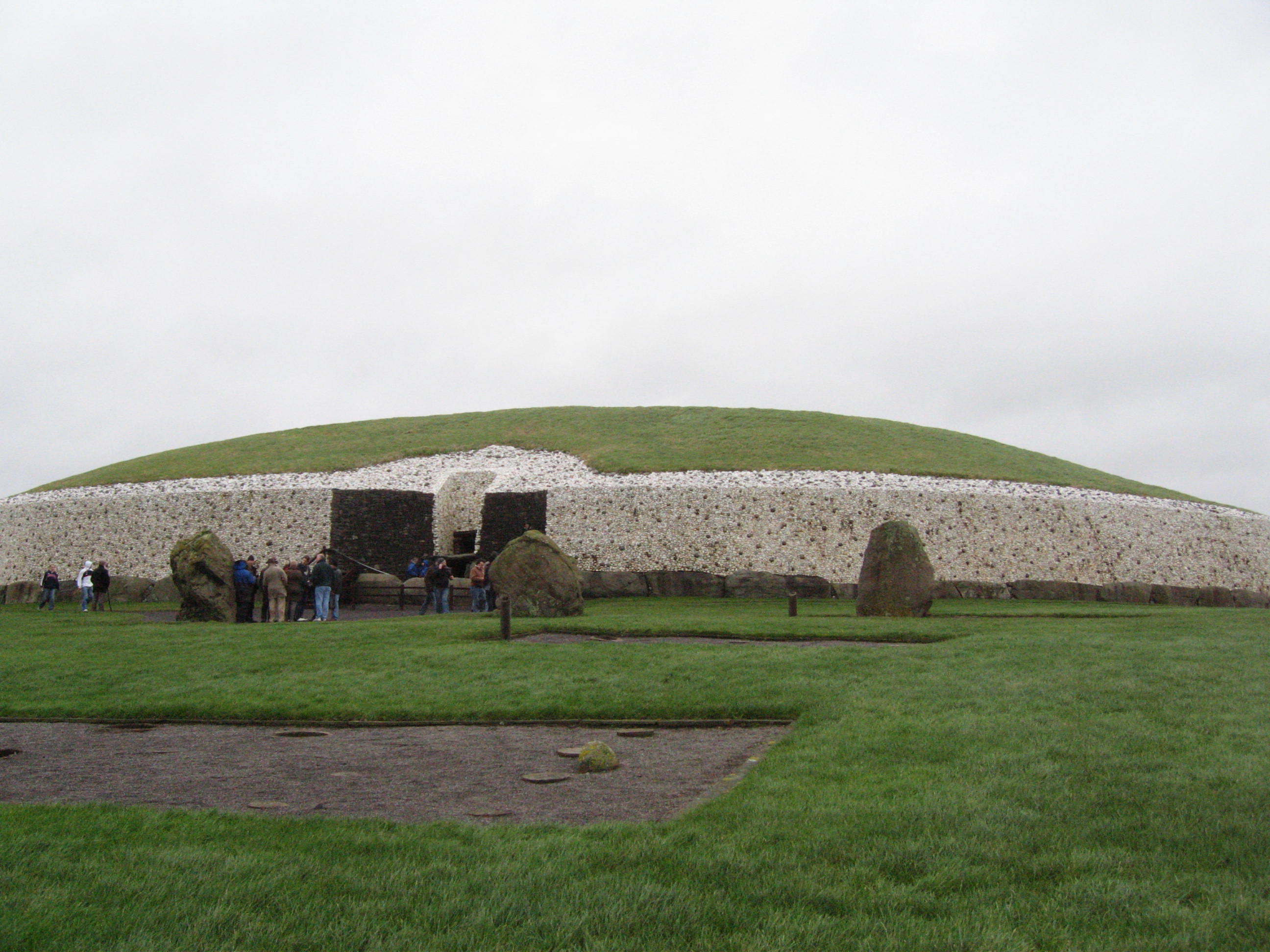
Newgrange

Irische Passage Tombs finden sich zumeist einzeln, aber an fünf Stellen der Insel auch auf Gräberfeldern (engl. cemetery) mit bis zu 60 Exemplaren (Carrowmore und Carrowkeel im County Sligo, Loughcrew und im Boyne Valley, im County Meath) und Kilmonaster Middle im County Donegal. Ihren Namen verdanken die etwa 300 irischen Passage Tombs einem bis zu 40 m langen (zumeist aber viel kürzeren) Gang, der axial in eine Kammer mündet. Das Ganze wird von einem ovalen oder runden Erdhügel bedeckt, der normalerweise von Randsteinen eingefasst wird. Die Form der Kammer ist verschieden und unterscheidet sich deutlich von den schottischen Exemplaren, die auch die Bezeichnung „Passage Tomb“ tragen. Passage Tombs sind die eindrucksvollsten Megalithanlagen Irlands. Sie sind nicht die häufigste Art in Irland, kommen aber mit schätzungsweise 236 Beispielen (von schätzungsweise 1.600) in ganz Irland vor.
Die irischen Kammern sind:
- rund, Carnanmore,
- rechteckig, Cross (beide County Antrim)
- trapezoid, Listoghil in Carrowmore, County Sligo,
- geknickt, Knowth County Meath
- undifferenziert runde, bzw. ganglose Anlagen wie Ashley Park im County Tipperary werden als „Simple Passage Tomb“ bezeichnet.

Mitunter ist der Grundriss jedoch komplexer, mit Seitenkammern, die von einer mehr oder minder betonten Hauptkammer ausgehen. Eine der beiden Anlagen unter dem großen Erdhügel von Dowth, im County Meath hat nur eine Seitenzelle, die sich vom großen runden Hauptraum öffnet, aber gewöhnlich sind die Zellen paarweise zu beiden Seiten angeordnet. Oder es gibt fünf oder mehr etwa ahornblattartig angeordnete Nischen. Die Kopfnische liegt dabei auf der Achse des Ganges. Ein Seitenzellenpaar und eine Endkammer ergeben einen kreuzförmigen/cruciformen Plan (z. B. bei Newgrange und einer der beiden Kammern im Hügel 1 von Knowth). Die Mittelkammern der cruciformen Typen sind hoch und haben tholosartige Deckengewölbe. Sie können recht klein sein, wie in Newgrange (ca. 6 m2), aber auch sehr groß, wie in Fourknocks im County Meath, mit 6–7 m Durchmesser etwa 33 m2.
Knowth erbrachte den Beleg dafür, dass die beiden Grundformen (Knick und Kreuz) aufeinander folgten, und zwar in einer plötzlichen Abwendung vom älteren Muster (Knowth West).

## Felsritzungen
Einige irische/nordirische Passage Tombs weisen Felsritzungen auf z. B.:
- Baltinglass
- Carnanmore (East Torr)
- Dowth North-tomb
- Fourknocks
- Knockmany
- Knowth
- Loughcrew
- Newgrange
- Seefin
- Sess Kilgreen
- Tornant upper

## Schottland
In Schottland sind Passage Tombs auf den äußersten Norden konzentriert. Sie lösen insbesondere auf Orkney die gemäß traditioneller britischer Einteilung als Untertyp geführten so genannten Stalled Cairns (Blackhammer, Midhowe Cairn) ab, die insbesondere auf Rousay vorherrschen. Während die nordschottischen Passage Tombs auf der Hauptinsel zunächst unter runden oder heel-shaped (absatz- oder hufeisenförmigen) Hügeln liegen, werden sie z. B. bei Tulach an tSionnaich und beim Camster Long Cairn nachträglich mit langen gehörnten Steinhügeln überbaut. Als gehörnte oder Lobster Cairns werden ansonsten die für irische Court- und schottische Clyde Tombs typischen Hügel bezeichnet.

## Sonstige
Ganz wenige Passage Tombs befinden sich in England, Wales und auf den Kanalinseln (La Hougue Bie).